# Al-Ahli Atbara
Al-Ahli Atbara es un equipo de fútbol de Sudán que juega en la Primera División de Sudán, la liga de fútbol más importante del país.

## Historia
Fue fundado en la ciudad de Atbara y su nombre en el idioma árabe significa El Nacional, así como varios equipos árabes que comparten ese mismo nombre. Nunca ha sido campeón de la Primera División de Sudán ni tampoco han logrado títulos importantes en su historia.
A nivel internacional han participado en un torneo continental, la Copa Confederación de la CAF 2014, aunque originalmente iba a clasificar el campeón de copa, pero como el campeón y el subcampeón clasificaron para la Liga de Campeones de la CAF 2014, fueron beneficiados con el boleto, en la cual fueron eliminados en la ronda preliminar por el FC MK de RD Congo

## Rivalidades
Su principal rival es el otro equipo de Atbara, el Amal Atbara, con quien comparten el mismo estadio y actualmente juegan en la máxima categoría el Derby de Atbala.

## Participación en competiciones de la CAF
| Temporada | Torneo                       | Ronda      | Club  | Casa | Visita | Global  |
| --------- | ---------------------------- | ---------- | ----- | ---- | ------ | ------- |
| 2014      | Copa Confederación de la CAF | Preliminar | FC MK | 1-1  | 0-0    | 1-1 (a) |